# Giovanni Giacomo Porro
Giovanni Giacomo Porro (* 1590 in Lugano, Schweiz; † im September 1656 in München) war ein tessiner Komponist, Kapellmeister und Organist.

## Leben
Über seine Jugend und seinen Werdegang ist wenig überliefert. 1618 trat er als Organist in den Dienst des Herzogs Karl Emanuel I. von Savoyen in Turin. Zwischen 1626 und 1629 war er in Rom, wo er als Kapellmeister an San Lorenzo in Damaso wirkte. 1630 war er in Vertretung für Girolamo Frescobaldi, an der Cappella Giulia am Petersdom tätig. Ab 1633 reiste er nach Wien, wo er 1635 die Berufung an den Münchener Hof, von Kurfürst Maximilian I. erhielt, zuerst als Vize-Kapellmeister, später als Kapellmeister, bei einem Anfangsgehalt von 1432 Gulden, welches mehrfach erhöht wurde. Porro reiste noch mehrfach nach Italien, um dort Musiker für die Hofkapelle anzuwerben.
Porro korrespondierte regelmäßig mit Galileo Galilei, den er mehrfach um das Zusenden italienischer Dichtungen bat, um diese zu vertonen. Aufgrund eines 1637 angefragten Librettos von Girolamo Bartolomei Smeducci (1584–1662) gilt Porro als einer der Begründer des Operngeschehens am bayrischen Hof, obschon dort zu seiner Zeit keine Opernaufführung dokumentiert ist. Eine nach seinem Tod erstellte Auflistung Specificatio erwähnt insgesamt rund 1100 Werke: 900 sakrale Werke, darunter 200 Madrigale, aber auch zehn Ballette. Bis auf vier Kompositionsarbeiten sind alle Werke verschollen. Porro wird als einer der Lehrer des deutschen Komponisten Paul Hainlein (1626–1686) erwähnt.